# 90 nanômetros
90 nanômetros (90 nm)  refere-se a um processo ao nível da tecnologia CMOS , que foi alcançado no período 2004-2005, pela maioria das principais empresas de semicondutores, como Intel, AMD, Infineon, Texas Instruments, IBM, e TSMC.
A origem dos 90 nm tem valor histórico, pois reflete uma tendência de  70% de redimensionamento do processo de construção a cada 2-3 anos. A nomeação é formalmente determinados pelo International Technology Roadmap for Semiconductors (ITRS).
Ainda mais significativamente,um wafer de 300mm do tamanho tornou-se o carro chefe na década dos CI's de 90 nm. Anteriormente o tamanho da bolacha era 200 mm de diâmetro.

## Exemplo: Elpida 90nm DDR2 SDRAM[1]
- Usa um wafer de 300mm de tamanho
- Uso de KrF (248 nm) litografia com correção óptica de proximidade
- 512 Mbit
- 1.8 V
- Derivado do anterior 110 nm e 100 nm processos